# Episodi di Detective Conan (diciassettesima stagione)
Questa è una lista degli episodi della diciassettesima stagione della serie anime Detective Conan.

## Lista episodi
| Nº Ja | Nº It | Titolo italiano Giapponese 「Kanji」 - Rōmaji - Traduzione letterale | In onda           | In onda           |
| Nº Ja | Nº It | Titolo italiano Giapponese 「Kanji」 - Rōmaji - Traduzione letterale | Giapponese        | Italiano          |
| 491   | 538   | Frode sventata 「赤と黒のクラッシュ発端」 - Aka to kuro no clash (kurasshu) - Hattan – "Scontro tra rosso e nero - L'inizio" | 14 gennaio 2008   | 2 agosto 2011     |
| 491   | 538   | Ran, Sonoko e Conan si recano a trovare una loro amica ricoverata in ospedale e lì incontrano Eisuke mentre cerca informazioni riguardanti sua sorella mostrando una foto della ragazza al personale dell'edificio. Eisuke racconta che, da piccolo, aveva subito un intervento e la sorella gli aveva donato del sangue. Dalla fotografia, si può notare l'incredibile somiglianza con Rena. Ran ricorda che un amico di Kogoro è un grande fan di Rena e decidono di incontrarlo per mostrargli la fotografia e avere un suo parere. |                   |                   |
| 492   | 539   | Mistero irrisolto 「赤と黒のクラッシュ血縁」 - Aka to kuro no clash (kurasshu) - Ketsuen – "Scontro tra rosso e nero - Parenti stretti" | 21 gennaio 2008   | 3 agosto 2011     |
| 492   | 539   | Grazie all'aiuto del fan, i ragazzi scoprono che Rena ha il sangue di tipo AB. Non è possibile, quindi, che Rena sia sorella di Eisuke perché lui ha come gruppo sanguigno 0 e può ricevere trasfusioni solo da persone con il suo stesso gruppo. Conan sospetta che l'Organizzazione nera stia seguendo Eisuke per poter scoprire dove si trova Rena. Nel frattempo, nell'ospedale di Haido, Shuichi Akai ricorda il suo primo incontro con Akemi Miyano. Il giorno seguente, Conan, Kogoro, Ran ed Eisuke si recano presso la villa dove aveva vissuto quando sua madre lavorava come governante. Eisuke ritrova nella villa il suo libretto sanitario, rimasto tra gli effetti personali della madre, e questo conferma che il suo gruppo sanguigno è 0. Nel frattempo, Kogoro viene ingaggiato per risolvere un caso di omicidio avvenuto un anno prima. |                   |                   |
| 493   | 540   | Suicidio sospetto 「赤と黒のクラッシュ 絶叫」 - Aka to kuro no clash (kurasshu) - Zekkyō – "Scontro tra rosso e nero - Esclamazione" | 28 gennaio 2008   | 4 agosto 2011     |
| 493   | 540   | Kogoro indaga sull'omicidio del figlio del proprietario e visita tutti i luoghi legati a quell'avvenimento. La proprietaria della villa conferma che la sorella di Eisuke gli aveva donato il sangue quando lui era piccolo, e ciò conferma a Conan che la sorella di Eisuke e Rena sono due persone differenti. Più tardi, il proprietario della villa viene trovato impiccato nel suo studio. |                   |                   |
| 494   | 541   | Le ombre del passato 「赤と黒のクラッシュ 冥土」 - Aka to kuro no clash (kurasshu) - Meido – "Scontro tra rosso e nero - Aldilà" | 4 febbraio 2008   | 5 agosto 2011     |
| 494   | 541   | Conan scopre la verità e risolve sia il caso dell'omicidio del padrone della villa, sia il mistero dell'anno precedente. Poco dopo, nota qualcosa di strano in Eisuke. |                   |                   |
| 495   | 542   | Nuovi sospetti 「赤と黒のクラッシュ 昏睡」 - Aka to kuro no clash (kurasshu) - Konsui – "Scontro tra rosso e nero - Coma" | 11 febbraio 2008  | 6 agosto 2011     |
| 495   | 542   | Ran comunica a Conan che Eisuke è irrintracciabile dal giorno in cui aveva affermato di avere incontrato uno dei colleghi del padre. Conan teme che Eisuke possa essere caduto in una trappola. Conan incontra Jodie, che gli racconta di avere scoperto che Ethan, padre di Eisuke, era un agente della CIA infiltrato nell'Organizzazione nera e morto assassinato 4 anni prima. L'unico testimone del delitto ha affermato che l'assassina era identica a Rena. Jodie pensa che Rena non sia sorella di Eisuke perché, se così fosse, avrebbe sparato al padre. Conan telefona a Ran e, dalle sue parole, intuisce che, in realtà, l'uomo che Eisuke diceva di avere trovato all'ospedale di Haido è un individuo infiltrato dagli uomini in nero. L’infermiera dell’ospedale riferisce a Conan, Jodie, James e Shuichi che un’altra persona, prima di Eisuke, le aveva chiesto se nell’ospedale ci fosse ricoverata Rena Mizunashi. I quattro capiscono che si tratta di un componente dell’organizzazione e nonostante l’infermiera non ricordi il volto della persona in questione, grazie a delle indicazioni fornite dall’infermiera riescono a restringere il campo dei sospettati. |                   |                   |
| 496   | 543   | I tre sospetti 「赤と黒のクラッシュ 侵入」 - Aka to kuro no clash (kurasshu) - Shinnyū – "Scontro tra rosso e nero - Invasione" | 18 febbraio 2008  | 7 agosto 2011     |
| 496   | 543   | Conan, con l'aiuto dell'FBI, tenta di capire quale paziente faccia parte dell'organizzazione. Nel frattempo, Rena si sveglia dal coma e, intuendo la situazione, decide che è meglio continuare a fingersi incosciente. Grazie all'abilità di Conan, l'FBI riduce il numero dei sospettati a tre. Akai e Conan trovano l'infiltrato e iniziano a seguirlo. |                   |                   |
| 497   | 544   | Il risveglio 「赤と黒のクラッシュ 覚醒」 - Aka to kuro no clash (kurasshu) - Kakusei – "Scontro tra rosso e nero - Risveglio" | 25 febbraio 2008  | 8 agosto 2011     |
| 497   | 544   | L'FBI mette alle strette l'infiltrato dell'organizzazione che, però, riesce a scappare e minaccia di farsi saltare in aria. Conan e Akai si gettano al suo inseguimento, ma l'uomo, una volta riconosciuto quest'ultimo, si suicida. Tornati all'ospedale di Haido, James racconta a Conan il passato di Shuichi nell'Organizzazione nera e del suo incontro con Akemi: i due si erano innamorati mentre Shuichi era infiltrato nell’organizzazione sotto il nome di Dai Moroboshi, finché l’organizzazione si rese conto dell’inganno e lo espulse. Nonostante ciò i due continuarono ad amarsi e lei gli promise che quando avrebbe lasciato l’organizzazione si sarebbero messi assieme. L’organizzazione decise dunque di farla fuori per evitare di rischiare che lei gli passasse informazioni. Nel frattempo, Gin scopre che Kir si trova nell'ospedale e, insieme a Vodka e Vermouth, si organizza per recuperarla. Eisuke riesce ad entrare nella stanza di Rena e tenta di svegliarla per potere avere informazioni su sua sorella e mentre sta per aggredirla con delle forbici lei lo blocca chiamandolo per nome. Jodie dice ad un nuovo agente dell’FBI (Andre Camel) di posare il cellulare per venire in loro soccorso e prima di mettere giù la chiamata riferisce al suo interlocutore che tutto procede secondo i piani. |                   |                   |
| 498   | 545   | Caos all'ospedale 「赤と黒のクラッシュ 攪乱」 - Aka to kuro no clash (kurasshu) - Kakuran – "Scontro tra rosso e nero - Disordine" | 3 marzo 2008      | 9 agosto 2011     |
| 498   | 545   | L’FBI ha intenzione di creare un diversivo all’Organizzazione trasferendo Rena utilizzando tre furgoncini differenti in modo da confondere i membri dell’Organizzazione. Shuichi e Jodie sembrano nutrire sospetti sul nuovo agente Andre Camel. L'Organizzazione nera ha ormai scoperto che Rena si trova nell'ospedale di Haido e, così, inizia a creare confusione al suo interno per disorientare gli agenti dell'FBI. Nel frattempo, Conan, Shuichi, Jodie e James trovano una bomba ad orologeria in una pianta che era indirizzata proprio a quest'ultimo, ma, grazie all'aiuto di Andre Camel, questa viene fatta esplodere lontano dall'edificio. L'Organizzazione inizia ad inviare altre bombe nascoste in regali diretti ai pazienti dell'ospedale. |                   |                   |
| 499   | 546   | Il piano di riserva 「赤と黒のクラッシュ 偽装」 - Aka to kuro no clash (kurasshu) - Gisō – "Scontro tra rosso e nero - Camuffamento" | 10 marzo 2008     | 10 agosto 2011    |
| 499   | 546   | L'FBI rintraccia le ultime bombe che l'organizzazione aveva inviato ai pazienti e, a causa di un diversivo dell’Organizzazione, quest’ultima riesce a risalire alla collocazione esatta della camera in cui Rena è ricoverata. L’FBI pensa dunque che sia opportuno spostare Rena in un altro ospedale e viene deciso di trasportarla in un mezzo che verrà mimetizzato dalla presenza di altri veicoli identici. Decidono di affidare la guida del mezzo in cui verrà trasportata Rena a Camel, guidatore esperto. Quando Jodie capisce che c’è qualcosa che non va in lui a causa di alcune sue affermazioni, prova a fermarlo ma lui la tramortisce con un pugno allo stomaco. Osservando i vari veicoli, Gin capisce dove si trova Kir. |                   |                   |
| 500   | 547   | Il segreto di Reina 「赤と黒のクラッシュ 遺言」 - Aka to kuro no clash (kurasshu) - Yuigon – "Scontro tra rosso e nero - Testamento" | 17 marzo 2008     | 11 agosto 2011    |
| 500   | 547   | Gin ha ormai scoperto in quale furgone si trova Rena e inizia a seguire il mezzo. Rena colpisce Camel, fugge e si ricongiunge con gli uomini dell'organizzazione. Rientrati all'ospedale, Conan e Shuichi spiegano di avere organizzato il trasferimento di Rena per farla infiltrare nuovamente nell'organizzazione. Il vero nome di Kir è Hidemi Hondo ed è sorella di Eisuke. Questi ha costretto Rena a far vedere di non essere in coma minacciandola con un paio di forbici, dopo che Conan e Akai gli avevano lasciato, a sua insaputa, la possibilità di entrare nella stanza della sorella. Eisuke, malato di leucemia, è diventato del gruppo AB a seguito del trapianto del midollo proveniente da Rena. Grazie ad una spia sui vestiti di Hidemi, agente della CIA in incognito nell'organizzazione, poteva essere localizzata mentre si era recata di nascosto a parlare con Ethan, anch'egli sotto copertura, facendo capire che erano entrambi infiltrati: il padre decise, quindi, in quel momento, di inscenare la sua morte per mano della figlia in modo da far continuare alla ragazza la missione nell'organizzazione al suo posto, senza sospetti. Ethan si è fatto uccidere da Hidemi sacrificandosi per farle proseguire le indagini.                                                                               |                   |                   |
| 501   | 548   | Omicidio in hotel 「赤と黒のクラッシュ 嫌疑」 - Aka to kuro no clash (kurasshu) - Kengi – "Scontro tra rosso e nero - Sospetto" | 14 aprile 2008    | 12 agosto 2011    |
| 501   | 548   | L'organizzazione ha ormai recuperato Rena nonostante aleggi il sospetto che sia in contatto con l'FBI. Nel frattempo, i Giovani Detective vengono coinvolti in un caso di omicidio dove, fra i sospettati, vi è anche Camel. Conan, quindi, è costretto a chiamare Jodie per tirarlo fuori dai guai. |                   |                   |
| 502   | 549   | Segreti e bugie 「赤と黒のクラッシュ 潔白」 - Aka to kuro no clash (kurasshu) - Keppaku – "Scontro tra rosso e nero - Innocenza" | 28 aprile 2008    | 15 agosto 2011    |
| 502   | 549   | Grazie all'intervento di Jodie, vengono chiariti tutti i dubbi su Camel. Nel frattempo, Gin, per ordine del capo, costringe Rena a chiamare Akai per fissare un appuntamento-trappola e provare, così, la sua fedeltà verso l'organizzazione. Camel rivela a Jodie di essere stato colui che, in passato, aveva fatto saltare la copertura di Shuichi provocando, così, anche la morte di Akemi. |                   |                   |
| 503   | 550   | L'assassino del presidente 「赤と黒のクラッシュ 決死」 - Aka to kuro no clash (kurasshu) - Kesshi – "Scontro tra rosso e nero - Pronto a morire" | 12 maggio 2008    | 16 agosto 2011    |
| 503   | 550   | Conan, con l'aiuto di Jodie, risolve il caso. Nel frattempo, Akai si reca all'appuntamento con Rena al passo di Raiha. |                   |                   |
| 504   | 551   | Una morte inattesa 「赤と黒のクラッシュ 殉職」 - Aka to kuro no clash (kurasshu) - Junshoku – "Scontro tra rosso e nero - Morto sul campo" | 19 maggio 2008    | 17 agosto 2011    |
| 504   | 551   | Rena, sorvegliata costantemente da Gin e Vodka, spara ad Akai. Subito dopo, il veicolo di Shuichi viene fatto esplodere. Un agente dell'FBI rivela di avere ricevuto la notizia di un incidente avvenuto proprio nel luogo prestabilito per l'incontro. Jodie e James decidono di verificare che il cadavere sia proprio quello di Shuichi facendo un confronto tra le impronte del morto e quelle lasciate dall'agente sul cellulare di Conan. Gli esiti sono positivi e Jodie e James sono afflitti dalla morte di Shuichi. Il giorno seguente, Jodie restituisce a Conan un cellulare identico, ma Conan, controllando il numero seriale, se ne accorge. |                   |                   |
| 505   | 552   | Un avvocato come testimone - prima parte - 「弁護士妃英理の証言(前編)」 - Bengoshi Kisaki Eri no shōgen (zenpen) – "La testimonianza dell'avvocato Eri Kisaki (prima parte)" | 16 giugno 2008    | 18 agosto 2011    |
| 505   | 552   | Eri si reca dalla sua parrucchiera di fiducia che, segretamente, ha intenzione di uccidere il suo ex-fidanzato e famoso lottatore. La donna vuole sfruttare Eri come testimone per il suo alibi. Kogoro, Ran e Conan vanno a prendere Eri per poter cenare insieme, ma, durante il tragitto, trovano il corpo del lottatore dentro un cassonetto. |                   |                   |
| 506   | 553   | Un avvocato come testimone - seconda parte - 「弁護士妃英理の証言(後編)」 - Bengoshi Kisaki Eri no shōgen (kōhen) – "La testimonianza dell'avvocato Eri Kisaki (seconda parte)" | 23 giugno 2008    | 19 agosto 2011    |
| 506   | 553   | Conan cerca di capire il trucco che la parrucchiera ha utilizzato per gettare il cadavere nel cassonetto mentre Eri assume le difese della donna fornendole un alibi. |                   |                   |
| 507   | 554   | Karaoke con sorpresa - prima parte - 「カラオケボックスの死角(前編)」 - Karaoke bokkusu no shikaku (zenpen) – "L'angolo cieco del karaoke box (prima parte)" | 30 giugno 2008    | 20 agosto 2011    |
| 507   | 554   | Eisuke torna a scuola e Ran e Sonoko lo invitano al karaoke per festeggiare. Conan nota che un uomo li sta seguendo e ipotizza che si tratti di un agente dell'FBI che ha il compito di tenere d'occhio Eisuke. Mentre si trovano al karaoke, Eisuke si allontana per andare al bagno e ritorna, dopo molto tempo, con un'espressione inorridita. Poco dopo, l'uomo che li stava seguendo viene trovato morto in una stanza del karaoke. A causa del suo comportamento strano, Eisuke è fra i sospettati. La polizia giunge sul posto e interroga i quattro sospetti. |                   |                   |
| 508   | 555   | Karaoke con sorpresa - seconda parte - 「カラオケボックスの死角(後編)」 - Karaoke bokkusu no shikaku (kōhen) – "L'angolo cieco del karaoke box (seconda parte)" | 7 luglio 2008     | 21 agosto 2011    |
| 508   | 555   | Eisuke si rivela essere innocente e il caso viene risolto sfruttando Sonoko. Usciti dal karaoke, Conan ed Eisuke rimangono soli: lui gli confida che ha deciso di trasferirsi negli Stati Uniti con l'intenzione di diventare un agente della CIA rifiutando, così, di beneficiare del programma di protezione testimoni dell'FBI. Eisuke rivela a Conan i suoi sentimenti per Ran e il desiderio di portarla con sé negli Stati Uniti. Conan svela ad Eisuke la sua vera identità, ma lui aveva già capito la verità sulla trasformazione sin dal loro primo incontro. Eisuke accenna anche al fatto che qualcuno dell'FBI sia deceduto, ma Conan non sembra essere preoccupato. |                   |                   |
| 509   | 556   | Il rosso, il bianco, il giallo 「赤白黄色と探偵団」 - Aka shiro kiiro to Tanteidan – "Rosso, bianco, giallo e Squadra dei Giovani Detective" | 14 luglio 2008    | 22 agosto 2011    |
| 509   | 556   | Jodie avverte Conan di avere ricevuto nuove informazioni da Rena: un altro affiliato dell'organizzazione, Bourbon, è entrato in azione e viene descritto come una persona dalla spiccata capacità di raccogliere indizi. Nel frattempo, i giovani detective vengono assoldati da un loro compagno di classe per indagare sulle azioni di un uomo che abita nella palazzina di suo padre. Il giorno successivo, l'edificio viene dato alle fiamme. Le indagini si concentrano sulle tre persone non presenti al momento dell'incendio e Ai, osservandole, avverte per un attimo una sensazione di turbamento come in presenza di un membro dell'organizzazione. |                   |                   |
| 510   | 557   | Il piromane 「コナンVS W 暗号ミステリー」 - Konan tai daburu angō mystery (misuterī) – "Conan contro il mistero del doppio codice" | 28 luglio 2008    | 23 agosto 2011    |
| 510   | 557   | Dopo avere risolto il caso, Conan invita uno dei tre sospettati, Subaru Okiya, studente universitario e amante di Sherlock Holmes, ad andare a vivere nella casa di Shinichi. Ai pensa che questa scelta sia rischiosa e non è d'accordo con la decisione di Conan in quanto nutre dei forti dubbi su Subaru credendolo uno degli uomini in nero, ma Conan la tranquillizza affermando che un fan di Sherlock Holmes non può essere malvagio. Ran e Sonoko incontrano Subaru nella casa di Shinichi e pensano che sia un ladro. Fortunatamente, in quel momento, Conan chiama Ran e la avverte di Subaru aggiungendo di non raccontargli nulla riguardo a Shinichi. Ran, però, ha l'impressione di averlo già incontrato da qualche parte. Dopo le presentazioni, Sonoko propone una sfida fra Shinichi e Subaru, i quali dovranno risolvere il mistero del messaggio scritto sugli aeroplanini di carta che vengono lanciati nelle strade della città. |                   |                   |
| 511   | 558   | Gli aeroplanini di carta 「推理対決！新一VS沖矢昴」 - Suiri taiketsu! Shin'ichi tai Okiya Subaru – "Gara di deduzioni! Shinichi contro Subaru Okiya" | 4 agosto 2008     | 24 agosto 2011    |
| 511   | 558   | Ran racconta a Subaru che Shinichi che abita nella casa è soltanto un liceale buono a nulla e che il vero detective delle superiori si chiama Kinichi. Ran si rende conto che qualcosa le ha impedito di parlare di Shinichi a Subaru. Conan riesce a risolvere il mistero e, grazie a Ran, salva l'uomo che inviava gli aeroplanini di carta. Risolto il caso, Subaru sorseggia del bourbon. |                   |                   |
| 512   | 559   | Oroscopo sfortunato 「砕けたホロスコープ」 - Kudaketa horosukōpu – "Oroscopo amichevole" | 11 agosto 2008    | 25 agosto 2011    |
| 512   | 559   | Kogoro si reca a casa di una famosa astrologa per realizzare un servizio speciale che verrà pubblicato su una rivista. L'astrologa, più tardi, viene ritrovata morta nella sua stanza chiusa a chiave dall'interno. |                   |                   |
| 513   | 560   | Delitto a porte chiuse - prima parte - 「殺意はコーヒーの香り（前編）」 - Satsui wa kōhī no kaori (zenpen) – "Aroma di caffè con intenzioni omicide (prima parte)" | 1º settembre 2008 | 26 agosto 2011    |
| 513   | 560   | Il direttore di una piccola società televisiva, accompagnato dalla sua assistente personale, si reca da Kogoro per parlare della realizzazione di un programma sulle sue attività quotidiane. Successivamente, l'uomo accompagna Kogoro, Ran e Conan dal produttore della trasmissione, ma questi viene trovato morto nella sua stanza chiusa a chiave dall'interno. L'uomo stava mangiando una fetta di torta e bevendo del caffè. La disposizione delle macchie di liquido indica la presenza di un'altra persona nella stanza, ma questo è in contrasto con la porta chiusa dall'interno. |                   |                   |
| 514   | 561   | Delitto a porte chiuse - seconda parte - 「殺意はコーヒーの香り（後編）」 - Satsui wa kōhī no kaori (kōhen) – "Aroma di caffè con intenzioni omicide (seconda parte)" | 8 settembre 2008  | 27 agosto 2011    |
| 514   | 561   | Conan intuisce che alcuni oggetti nella stanza sono stati spostati recentemente e non quando è avvenuto l'omicidio. L'uomo che ha accompagnato Kogoro, Ran e Conan rivela di essere l'assassino. Conan, però, non crede alle sue parole. |                   |                   |
| 515   | 562   | Magia del teletrasporto - prima parte - 「怪盗キッドの瞬間移動魔術（テレポーテーション マジック）」 - Kaitō Kiddo no teleportation magic (terepōtēshon majikku) – "La magia del teletrasporto di Kaito Kid [Speciale di 1 ora]" | 20 ottobre 2008   | 29 agosto 2011    |
| 515   | 562   | Kid vuole rubare le "Purple Nail" di Jirokichi. Approfittando della sua apparizione, Jirokichi sembra avere trovato un piano infallibile per catturarlo. Kid appare in mezzo alla folla, proprio sopra l'espositore delle "Purple Nail". Improvvisamente, Kid svanisce nel nulla e ricompare, dopo una manciata di secondi, sul tetto di un palazzo vicino e avverte che sarebbe tornato il giorno dopo a prendere anche l'altra calzatura. |                   |                   |
| 515   | 563   | Magia del teletrasporto - seconda parte - 「怪盗キッドの瞬間移動魔術（テレポーテーション マジック）」 - Kaitō Kiddo no teleportation magic (terepōtēshon majikku) – "La magia del teletrasporto di Kaito Kid [Speciale di 1 ora]" | 20 ottobre 2008   | 30 agosto 2011    |
| 515   | 563   | Kid vuole rubare anche l'altra preziosa calzatura, ma, questa volta, il pubblico viene tenuto fuori da una rete. Kid, travestito da passante, si confonde fra la folla e lancia in aria una carta con un altoparlante per mezzo del quale annuncia di dover annullare lo spettacolo giustificando il suo gesto con la mancanza di spettatori. La folla, incitata da Kid, sfonda la rete di sicurezza e converge al centro della piazza dove è conservata l'ultima "Purple Nail". Conan, intanto, scopre il trucco di Kid grazie ad una domanda di Ran e capisce dove si teletrasporterà questa volta anticipandolo sul tetto del palazzo. L'intuizione di Conan si rivela esatta e, infatti, poco dopo, Kid svanisce e ricompare su uno schermo dove Conan lo stava aspettando. Nonostante Conan sostenga che Kid non possa scappare per l'elevata sorveglianza, egli sorprende lo stesso Conan e anche la folla che lo acclama fuggendo con il suo deltaplano bianco e restituendo le calzature assieme ad un biglietto. |                   |                   |
| 516   | 564   | Il cavaliere corazzato nel labirinto - prima parte - 「風林火山 迷宮の鎧武者」 - Fūrinkazan - Meikyū no yoroimusha – "Furinkazan - Il misterioso cavaliere corazzato [Speciale di 1 ora]" | 3 novembre 2008   | 31 agosto 2011    |
| 516   | 564   | Kogoro viene assunto dalla famiglia Torada per indagare sulla morte di Yoshiro Torada. Yoshiro è stato risucchiato da un tornado, ma qualcuno, invece di aiutarlo, ha lasciato un millepiedi accanto al capo del cadavere. I Torada credono che ad averlo ucciso sia una persona della famiglia Tatsuo, una famiglia rivale. Nello stesso momento, Heiji viene assunto dalla famiglia Tatsuo per risolvere l'omicidio di Koji Tatsuo, trovato sepolto sotto un cumulo di terra e con accanto un millepiedi. Durante il caso, Heiji e Conan si imbattono in Kansuke Yamato, un detective, che sta indagando sul loro stesso caso. I detective vengono a sapere che, sei anni prima, Kai Kuroto, un agente, cadde in un precipizio durante i suoi allenamenti di tiro con l'arco a cavallo. Le ricerche iniziarono subito, ma l'uomo, gravemente ferito, non venne trovato per via delle foglie che nascondevano il corpo. Kai morì di stenti prima di poter essere ritrovato. Durante la notte, Ran e Kazuha vedono la sagoma di un'armatura. La mattina seguente, sentendone parlare dalle due, una ragazza della famiglia Tatsuo corre via spaventata. Poco dopo, viene trovata appesa ad un albero nel bosco con un bavaglio alla bocca e con un millepiedi nelle vicinanze.                                                              |                   |                   |
| 516   | 565   | Il cavaliere corazzato nel labirinto - seconda parte - 「風林火山 迷宮の鎧武者」 - Fūrinkazan - Meikyū no yoroimusha – "Furinkazan - Il misterioso cavaliere corazzato [Speciale di 1 ora]" | 3 novembre 2008   | 1º settembre 2011 |
| 516   | 565   | Le indagini portano a credere che l'assassino stia seguendo la strategia militare del "Furinkazan" e che, quindi, la prossima morte avrà a che fare con l'elemento del fuoco. Più tardi, infatti, viene ritrovato il corpo in fiamme di un membro della famiglia Torada al passaggio a livello. |                   |                   |
| 517   | 566   | L'ombra e il fulmine 「風林火山 陰と雷光の決着」 - Fūrinkazan - In to raikō no kecchaku – "Furinkazan - La conclusione dell'ombra e del fulmine" | 10 novembre 2008  | 2 settembre 2011  |
| 517   | 566   | Kansuke deduce che le quattro vittime sono i responsabili della fine di Kai e che l'ultima vittima ha eliminato i complici e, poi, si è suicidato. Conan ed Heiji, grazie ad un fulmine, riescono a scoprire chi è la vera responsabile. |                   |                   |
| 518   | 567   | Il tesoro del nonno - prima parte - 「明治維新ミステリーツアー(探索編)」 - Meiji Ishin mystery tour (misuterī tsuā) (tansakuhen) – "Il misterioso viaggio della Restaurazione Meiji (parte della ricerca)" | 1º dicembre 2008  | 5 settembre 2011  |
| 518   | 567   | I Giovani Detective si recano presso il tempio dedicato a Yoshida Shōin. Qui, i ragazzi riescono a mettere in fuga un malvivente che stava aggredendo una donna. Più tardi, la ragazza racconta a Kogoro che l'aggressore voleva impossessarsi del quaderno di suo nonno che contiene una serie di indizi, sotto forma di enigmi e indovinelli, che condurrebbero ad un tesoro. Kogoro, Ran, Conan e i Giovani Detective decidono di aiutarla nelle sue ricerche. Purtroppo, due uomini misteriosi la rapiscono insieme ad Ai e Mitsuhiko. |                   |                   |
| 519   | 568   | Il tesoro del nonno - seconda parte - 「明治維新ミステリーツアー(解読編)」 - Meiji Ishin mystery tour (misuterī tsuā) (kaidokuhen) – "Il misterioso viaggio della Restaurazione Meiji (parte della soluzione)" | 8 dicembre 2008   | 6 settembre 2011  |
| 519   | 568   | Conan deve affrettarsi a trovare il tesoro per poter accontentare la richiesta dei rapitori. |                   |                   |
| 520   | 569   | Il mestiere pericoloso del sommelier 「ワインレッドの告発」 - Wine red (wain reddo) no kokuhatsu – "Vino rosso sotto accusa" | 15 dicembre 2008  | 7 settembre 2011  |
| 520   | 569   | Kogoro viene invitato ad una festa di compleanno durante la quale avverrà una degustazione dei vini francesi. Nel retro della villa, Conan e Ran assistono ad un litigio fra due sommelier. Poco dopo, i due ragazzi salgono su una funivia e, da qui, Conan vede che uno dei due uomini ha aggredito l'altro. Conan ritorna rapidamente alla villa e cerca di capire dove è stato nascosto il corpo. |                   |                   |
| 521   | 570   | Tutti contro Shinichi - prima parte - 「殺人犯, 工藤新一」 - Satsujinhan, Kudō Shin'ichi – "L'assassino, Shinichi Kudo [Speciale di 1 ora]" | 19 gennaio 2009   | 8 settembre 2011  |
| 521   | 570   | Heiji e Shinichi ricevono una lettera nella quale si afferma che quest'ultimo ha commesso un errore di deduzione riguardo ad un caso. L'autore della lettera invita Shinichi a recarsi nel villaggio dove abita per un chiarimento. Conan, Heiji, Kogoro, Ran e Kazuha si mettono in viaggio per raggiungere il luogo indicato e giustificare l'assenza di Shinichi. Conan, seguendo le indicazioni della lettera, si reca in una baita. Qui, Conan si sente male e, quando rinviene, il suo corpo è tornato ad essere quello di Shinichi. Nel frattempo, Ai si accorge che Conan prima di partire, ha assunto un prototipo dell'antidoto per l'APTX4869 scambiandolo per una medicina per il raffreddore e cerca di chiamarlo per avvisarlo del pericolo. Shinichi ha, però, perso la memoria e non considera un evento eccezionale la trasformazione. Heiji e gli altri portano Shinichi sulla scena del crimine del vecchio caso per cercare di fargli tornare la memoria e capire quale fosse il suo errore di deduzione. |                   |                   |
| 521   | 571   | Tutti contro Shinichi - seconda parte - 「殺人犯, 工藤新一」 - Satsujinhan, Kudō Shin'ichi – "L'assassino, Shinichi Kudo [Speciale di 1 ora]" | 19 gennaio 2009   | 9 settembre 2011  |
| 521   | 571   | Mentre sono sulla scena del crimine, una giornalista rivela a Shinichi di conoscere "la verità segreta che sta nascondendo". La mattina seguente, Heiji e gli altri ritornano lì e la trovano ferita gravemente e Shinichi sporco di sangue con in mano un coltello. Ran, mentre cerca la creatura del bosco per chiedergli di far tornare la memoria a Shinichi, cade e perde conoscenza. |                   |                   |
| 522   | 572   | Tutti contro Shinichi - terza parte - 「新一の正体に蘭の涙」 - Shin'ichi no shōtai ni Ran no namida – "Le lacrime di Ran sul vero volto di Shinichi [Speciale di 1 ora]" | 26 gennaio 2009   | 10 settembre 2011 |
| 522   | 572   | Ran viene trovata da Kazuha nella baita mentre Heiji, nella stanza accanto, rinviene una serie di fotografie e articoli su Shinichi. Heiji inizia a capire cosa è successo e raduna tutti in casa, dove si è verificato un duplice omicidio qualche anno prima, per risolvere sia questo caso, sia quello dell'aggressione della giornalista. |                   |                   |
| 522   | 573   | Tutti contro Shinichi - quarta parte - 「新一の正体に蘭の涙」 - Shin'ichi no shōtai ni Ran no namida – "Le lacrime di Ran sul vero volto di Shinichi [Speciale di 1 ora]" | 26 gennaio 2009   | 11 settembre 2011 |
| 522   | 573   | Dopo che il colpevole è stato arrestato, Shinichi rischia di trasformarsi di nuovo in Conan davanti a tutti, ma il provvidenziale intervento di Ai e di Agasa permette a Shinichi di prolungare l'effetto della medicina. Durante il viaggio di ritorno, i ragazzi si accorgono che, in una macchina, il conducente ha perso conoscenza. Kogoro riesce a fermare l'auto e, quando Heiji e Shinichi si avvicinano all'uomo, scoprono che questi è stato strangolato mentre guidava. |                   |                   |
| 523   | 574   | Shinichi e Heiji, un caso per due 「本当に聞きたいコト」 - Hontō ni kikitai koto – "Ciò che davvero voglio chiedere" | 2 febbraio 2009   | 26 maggio 2012    |
| 523   | 574   | Shinichi ed Heiji avvertono Sato e Takagi di istituire un posto di blocco per poter fermare i possibili sospetti. I due detective riescono a limitare a tre il numero dei possibili assassini. Una volta risolto il caso, però, Shinichi si trova in difficoltà perché l'effetto del secondo antidoto sta svanendo e Ran è ancora accanto a lui, decisa a non lasciarlo andare via. |                   |                   |
| 524   | 575   | L'ultima sigaretta - prima parte - 「憎しみの青い火花（前編）」 - Nikushimi no aoi hibana (zenpen) – "La scintilla blu dell'odio (prima parte)" | 9 febbraio 2009   | 27 maggio 2012    |
| 524   | 575   | Per non far scoprire nulla a Ran, Ai la narcotizza con uno degli aghi dell'orologio di Conan. Successivamente, Conan, Ai, Agasa e i Giovani Detective partono per andare in campeggio, ma la macchina si ferma perché finisce la benzina. Il gruppo chiede un passaggio ad un uomo, ma questi rifiuta in malo modo e riparte. Quando l'uomo raggiunge la villa e porta l'auto in garage, questa esplode. Conan è sicuro che l'assassina sia la sua fidanzata, ma non ha ancora le prove per dimostrarlo. |                   |                   |
| 525   | 576   | L'ultima sigaretta - seconda parte - 「憎しみの青い火花（後編）」 - Nikushimi no aoi hibana (kōhen) – "La scintilla blu dell'odio (seconda parte)" | 16 febbraio 2009  | 28 maggio 2012    |
| 525   | 576   | Prima che Conan riesca a risolvere il caso, i ragazzi vengono invitati a lasciare il luogo del delitto dal commissario e a proseguire per il campeggio. Prima di salire in auto, però, Ai fa un gesto che fa capire a Conan cosa è stato utilizzato dall'assassina per innescare l'esplosione. Conan allestisce, quindi, una simulazione per indurla a confessare. Subaru aiuta Conan ad incastrare l'assassina. |                   |                   |
| 526   | 577   | Una consegna da parte del vero colpevole 「真犯人からの届け物」 - Shin hannin kara no todokemono – "Una consegna dal vero colpevole" | 23 febbraio 2009  | 6 maggio 2012     |
| 526   | 577   | Kogoro, Conan e Ran si recano al Caffè Poirot. Nel locale, i tre scoprono che il fratello della cameriera Azusa Enomoto è sospettato dell'omicidio del suo datore di lavoro e si è dato alla fuga. I detective hanno rinvenuto alcune prove della colpevolezza dell'uomo ed hanno deciso di sorvegliare Azusa perché ritengono che il sospettato cercherà di mettersi in contatto con lei. Azusa riceve una scatola di biscotti tramite un corriere espresso. I poliziotti esaminano il regalo, ma non riescono a trovare alcun indizio. Successivamente, Azusa si reca a fare la spesa e Takagi l'accompagna. Azusa, con uno stratagemma, si allontana e raggiunge suo fratello. Conan capisce da dove Azusa ha tratto l'informazione sul nascondiglio del fratello e avverte Sato. |                   |                   |
| 527   | 578   | L'opera teatrale maledetta 「仮面劇に秘めた悪意」 - Kamengeki ni himeta akui – "Intento diabolico celato dietro una maschera" | 2 marzo 2009      | 7 maggio 2012     |
| 527   | 578   | Kogoro, Ran e Conan assistono ad una rappresentazione teatrale interpretata da tre attori. Ogni attore ha, però, deciso di uccidere uno degli altri interpreti durante l'ultimo atto. Conan, per pura coincidenza, viene a conoscenza dei loro intenti e agisce prima che tutti e tre muoiano. |                   |                   |